# 5466 Makibi
5466 Makibi (1986 WP8) là một tiểu hành tinh vành đai chính được phát hiện ngày 30 tháng 11 năm 1986 bởi Kosai và Hurukawa ở Đài thiên văn Kiso.